# Claudia Ștef
Claudia Ștef (wcześniej jako Claudia Iovan, ur. 25 lutego 1978) – rumuńska lekkoatletka, uprawiająca chód sportowy.

## Sukcesy
- brązowy medal Mistrzostw Świata Juniorów w Lekkoatletyce (chód na 5000 metrów, Sydney 1996)
- złoto na Mistrzostwach Europy juniorów w lekkoatletyce (chód na 5000 metrów, Lublana 1997)
- złoty medal Młodzieżowych Mistrzostw Europy w Lekkoatletyce (chód na 20 kilometrów, Göteborg 1999)
- złoty medal podczas Uniwersjady (chód na 10 kilometrów, Palma de Mallorca 1999)
- 5. miejsce na Mistrzostwach Europy w Lekkoatletyce (chód na 20 kilometrów, Monachium 2002)
- 5. miejsce na Mistrzostwach Świata w Lekkoatletyce (chód na 20 kilometrów, Paryż 2003)
- 8. miejsce podczas Mistrzostw Świata w Lekkoatletyce (chód na 20 kilometrów, Helsinki 2005)
- 5. miejsce na Mistrzostwach Europy w Lekkoatletyce (chód na 20 kilometrów, Göteborg 2006)
- 6. miejsce podczas Mistrzostw Świata w Lekkoatletyce (chód na 20 kilometrów, Osaka 2007)

W latach 2000–2002 była zawieszona za stosowanie niedozwolonych środków dopingowych.

## Rekordy życiowe
- Chód na 5000 metrów - 20:29,63 (1999)
- Chód na 10 kilometrów - 42:35 (2002)
- Chód na 20 kilometrów - 1:27:41  (2004) rekord Rumunii
- Chód na 3000 metrów (hala) - 11:40,33 rekord Rumunii, były rekord świata, obecnie jest to 2. wynik w historii (w 2003 rekord odebrała Rumunce Irlandka Gillian O’Sullivan, ale do dziś wśród 5 najlepszych wyników na tym dystansie aż 3 należą dla Claudii Ștef)